# فيرناندو ليون بويسير
فيرناندو ليون بويسير (بالإسبانية: Fernando León Boissier، ولد في 28 مايو 1966، لاس بالماس دي جران كناريا، إسبانيا) لاعب إسباني، تنافس في سباق القوارب الشراعية، يتخصص في فئة Tornado وفئة Snipe.
حصل على الميدالية الذهبية دورة الألعاب الأولمبية الصيفية عام 1996 في أتلانتا، كما حاز على الميدالية الذهبية في بطولة العالم للشراع في فئة Tornado.

## إنجازاته

### الألعاب الأولمبية الصيفية
- 1996 أتلانتا  الولايات المتحدة:  ميدالية ذهبية للشراع في فئة Tornado.

### بطولة العالم للقوارب الشراعية فئة Tornado
- 1994 بوستاد  السويد:  ميدالية ذهبية للشراع في فئة Tornado.
- 1995 كينستون  جزر البهاما:  ميدالية برونزية للشراع في فئة Tornado.
- 1996 بريزبان  أستراليا:  ميدالية فضية للشراع في فئة Tornado.
- 1997 هاميلتون  برمودا:  ميدالية فضية للشراع في فئة Tornado.
- 1998 بوسيوس  البرازيل:  ميدالية برونزية للشراع في فئة Tornado.

### بطولة أوروبا للقوارب الشراعية فئة Snipe
- 2008 لاس بالماس دي جران كناريا  إسبانيا:  ميدالية برونزية للشراع في فئة Snipe.